# Audi RS4
Audi RS4 — п'ятимісний спортивний автомобіль, що збирається Німецькою компанією Audi на основі серійних моделей починаючи із 1999 року.

## Audi RS4 B5 (1999—2001)

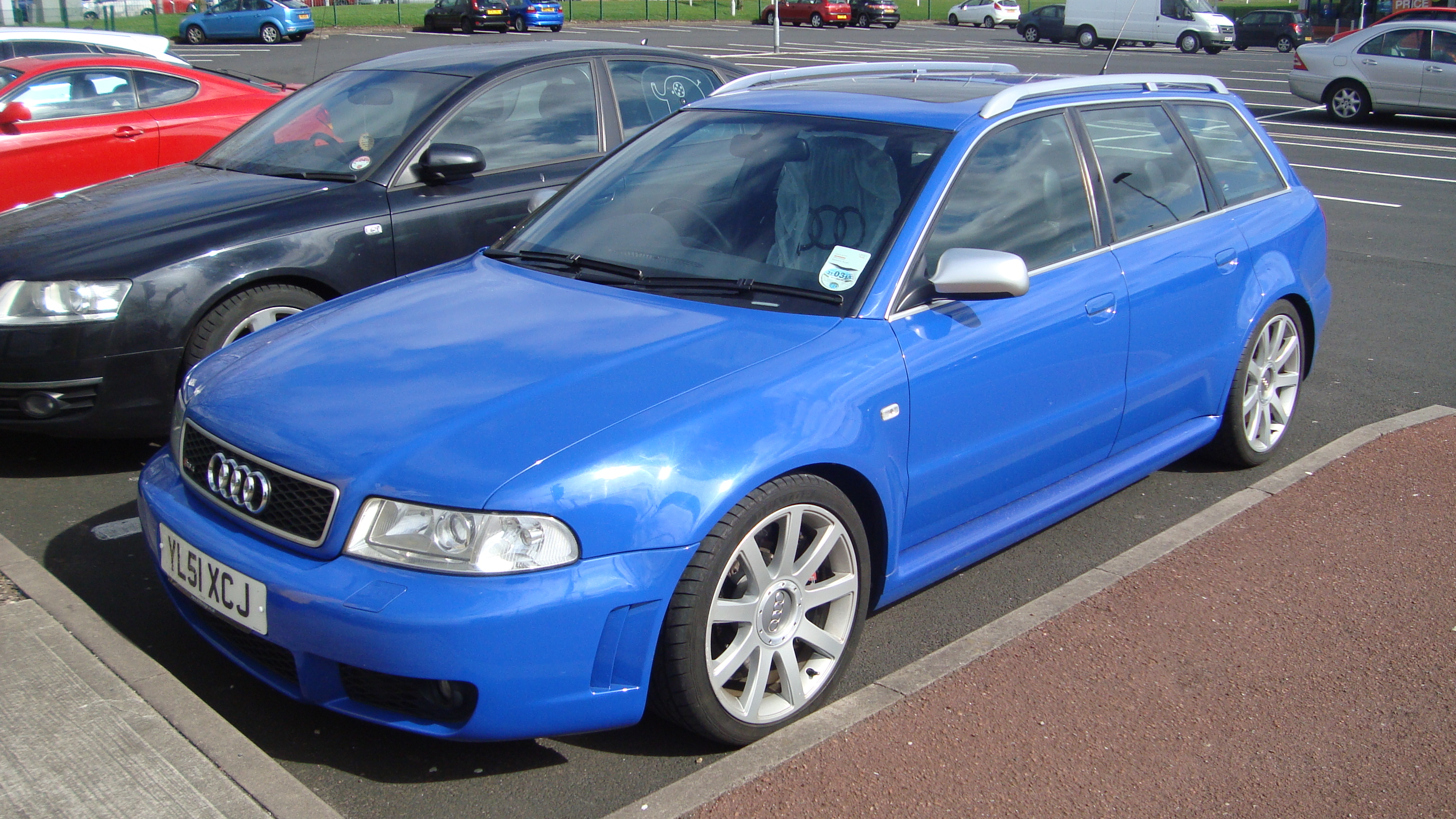
Audi RS4 Avant B5

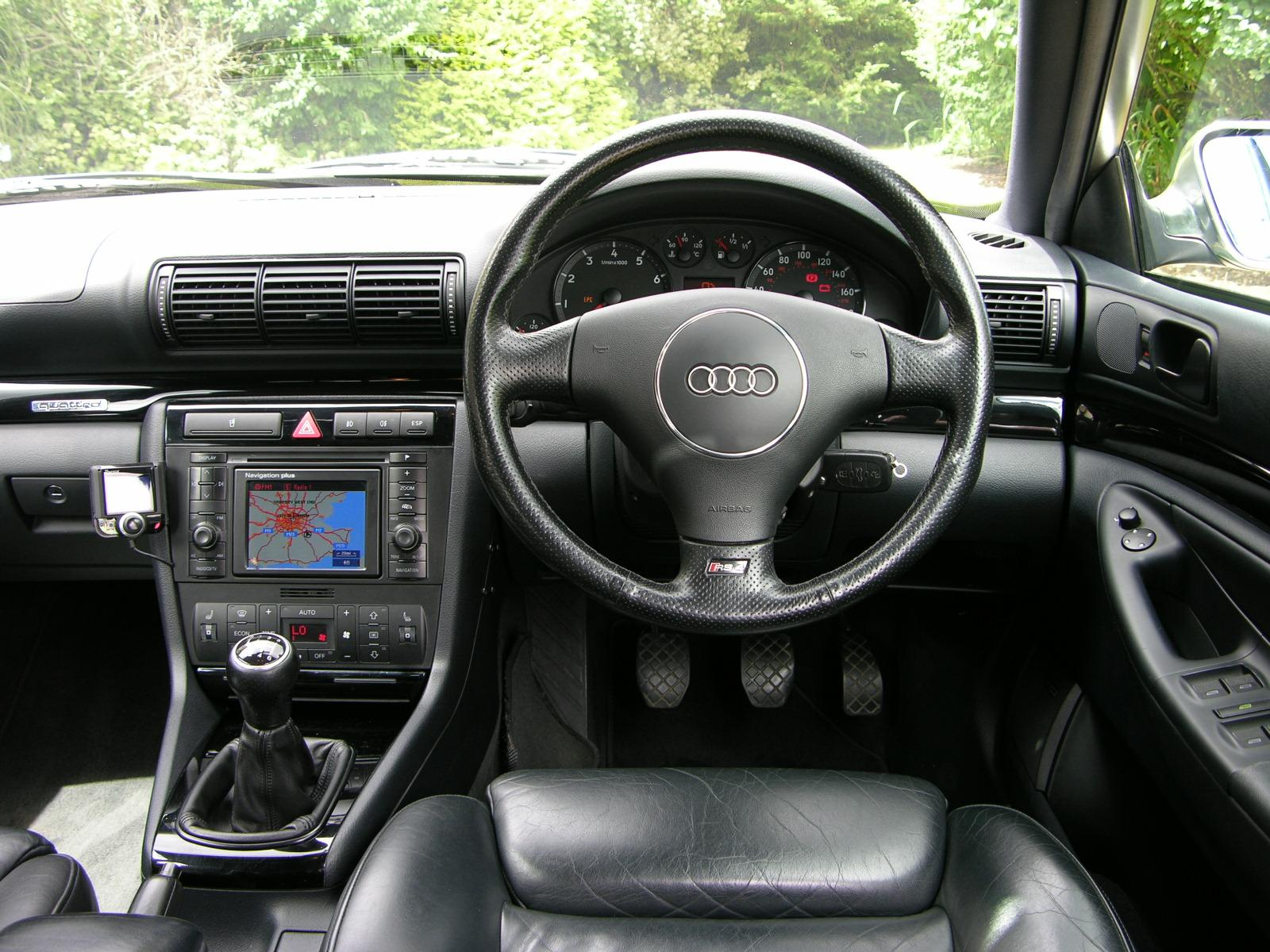

Перша RS4 з'явилася наприкінці 1999 року — це була Audi RS4 Avant, створена на базі універсала A4. Вона була ще швидшою і володіла величезним потенціалом для тюнінгу, в результаті чого в наш час майже не залишилося RS4 Avant в заводському виконанні. Двигун V6 об'ємом 2,7 літра, оснащений двома турбінами видавав 381 к.с. і 440 Нм крутного моменту. Цей агрегат Audi розробляла спільно з відомою фірмою Cosworth. Але незважаючи на велику потужність, вона досягала «сотні» на 0,1 секунди повільніше RS2 Avant — за 4,9 секунди. Максимальна швидкість була обмежена електронікою на рівні 250 км/год, але стрілка спідометра пролітала позначку «200» через лише 17 секунд після старту.

## Audi RS4 B7 (2005—2009)

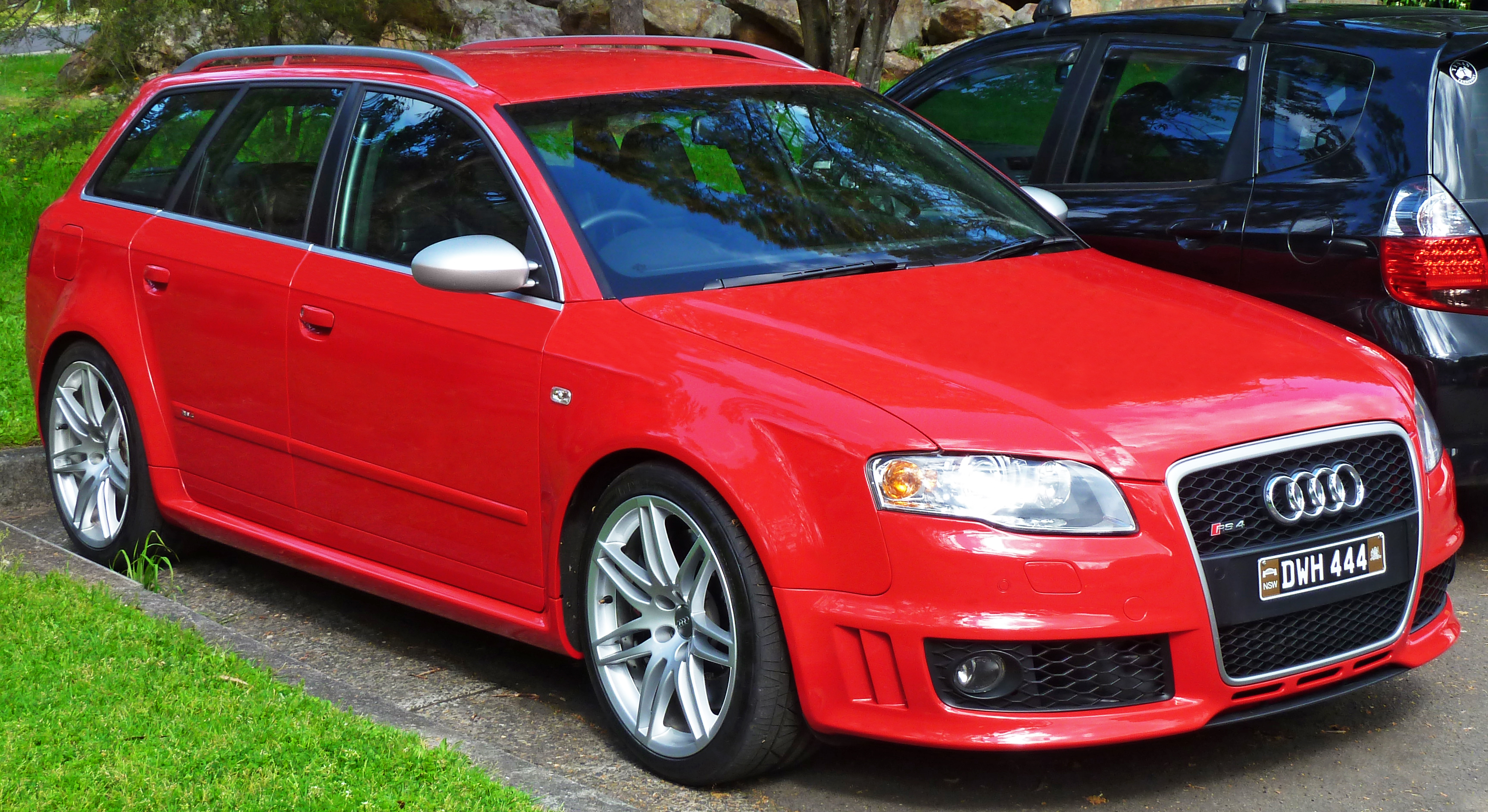
Audi RS4 B7

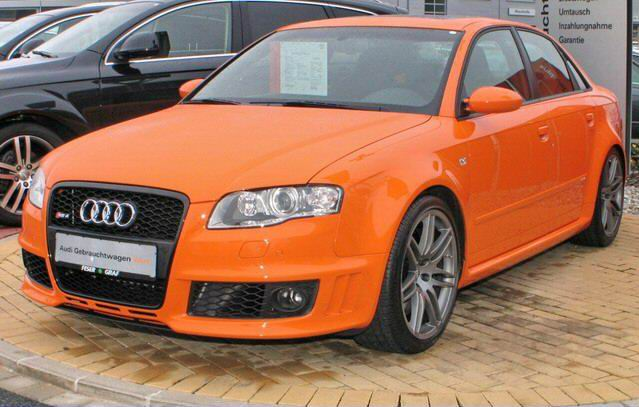
Audi RS4 B7

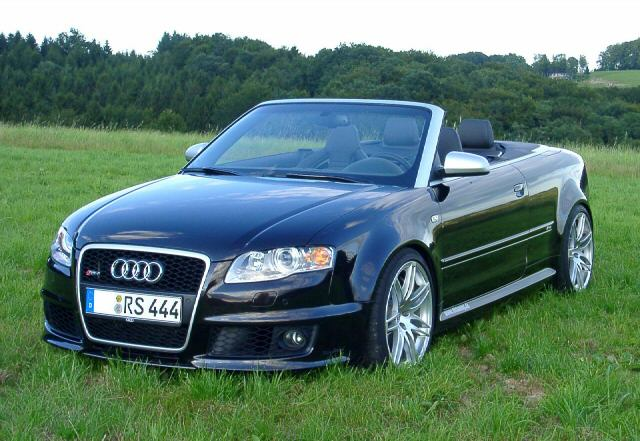
Audi RS4 Cabriolet B7

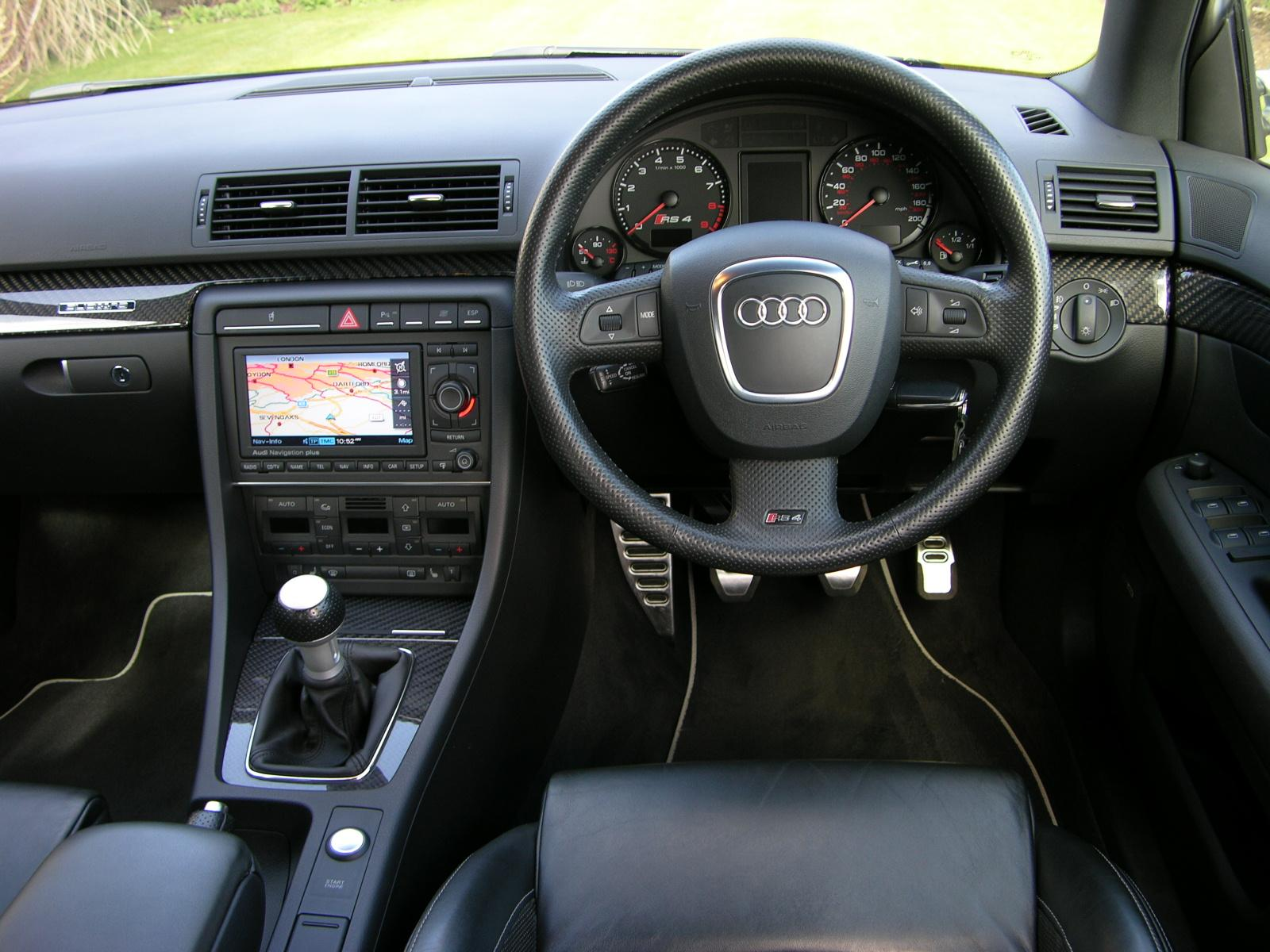

Друга Audi RS4 виявилась другим у біографії RS-седанів, після Audi RS6. Він з'явився в 2005 році і вже тоді оснащувалась двигуном V8 FSI об'ємом 4,2 літра в поєднанні з шестиступінчастою «механікою» виробництва Getrag. 420-сильна машина досягала «сотні» за 4,8 секунди, а розгін з місця до 200 км/год забирав усього 16,6.
Більше того, сімейство RS4 стало наймасовішим за всю історію RS-моделей: був доступний не тільки седан, але і традиційний для RS універсал, а в 2006 році до них приєднався і кабріолет з м'яким верхом.

## Audi RS4 B8 (2012—2015)

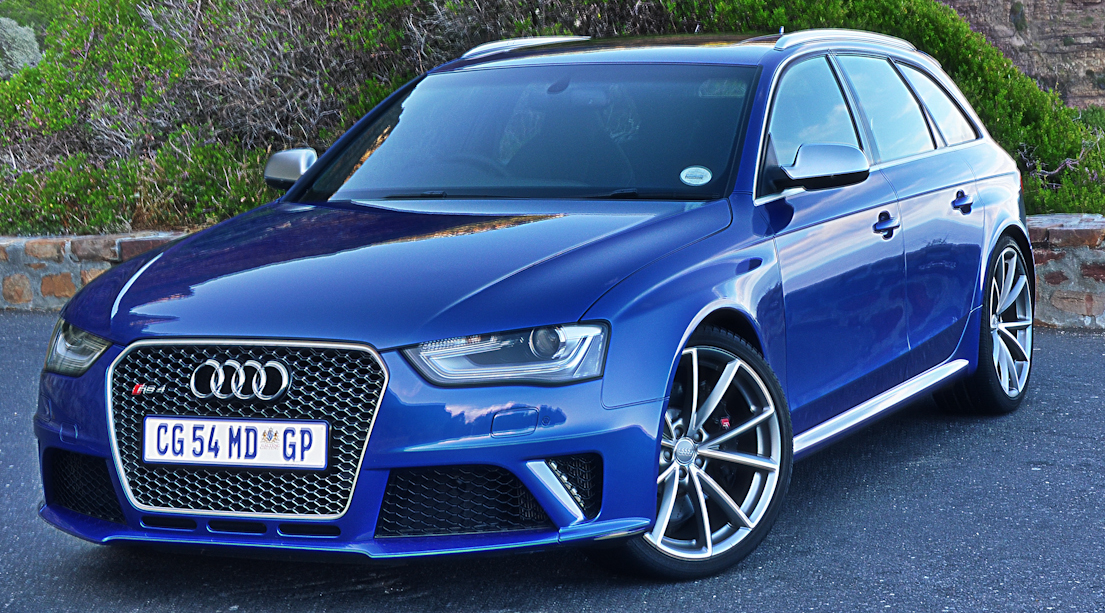
Audi RS4 B8 Avant

В лютому 2012 року пройшла віртуальна презентація Audi RS4 Avant третього покоління. Серійна модель представлена на автосалоні в Женеві в березні 2012 року, продажі почнуться восени.
Під капотом знаходиться атмосферний V8 від купе Audi RS5. Двигун з безпосереднім уприскуванням, оснащений кованими колінвалом, поршнями і шатунами, розвиває ті ж 450 сил і 430 Нм. Це дозволяє новинці, укомплектованою семідіапазонним «роботом» S tronic (інших варіантів немає), розганятися до сотні за 4,7 с.
Повноприводна трансмісія у Audi RS4 Avant аналогічна тій, що ставиться на RS5, - повноприводна з несиметричним диференціалом з конічними шестернями. За замовчуванням тяга йде в співвідношенні 40 на 60%, але в деяких умовах на перед може подаватися до 70% моменту, а на корму - до 85. Підвіски - подвійні поперечні важелі спереду і багаторичажка ззаду. Але для RS4 Avant перенастроювали геометрію, встановили пружини і активні амортизатори з іншими характеристиками, зменшили кліренс на 20 мм (у порівнянні зі звичайною п'ятидверкою Audi A4). За замовчуванням автомобіль комплектується гальмівними механізмами з шестипоршневими супортами і 365-міліметровими дисками на передній осі. Опція - карбонокерамічні гальма з 380-міліметровими дисками.
Інженери перенастроювали рульове управління в бік підвищення інформативності в віражах і стабільності на прямій, а як додаткове обладнання пропонується активний редуктор, що розподіляє тягу між задніми колесами. У базове оснащення входять шість подушок безпеки, система стабілізації, двозонний клімат-контроль, крісла з обробкою шкірою і алькантарою і підігрівом, мехатронне шасі Audi drive select і 19-дюймові ковані диски.
Автомобіль Audi RS4 має хорошу базу. Впевненості водія сприяють: антиблокувальна гальмівна система, електронний диференціал з блокуванням, система моніторингу тиску в шинах, система контролю тяги, система контролю гальмівного зусилля, електронна система екстреного гальмування, система динамічної стабілізації та система рекуперації енергії при гальмуванні. До переліку стандартного мультимедійного обладнання відносяться: бортовий комп’ютер, аудіосистема Audi та багатофункціональне рульове колесо з пелюстками. До загальної бази автомобіля увійшли: датчики дощу та освітлення; функція автозатемнення внутрішнього дзеркала; шкіряне, регульоване рульове колесо; функція відкривання дверей без ключа; передні та задні датчики паркування; функція підігріву передніх спортивних сидінь; передні підлокітники; підігрів бічних дзеркал заднього виду; клімат-контроль; система стоп/старт; вікна з електроприводом; біксенонові фари; денні ходові LED вогні; омивачі передніх фар; задні LED вогні та система адаптивного дальнього освітлення. 

## Audi RS4 B9 (2017—2024)

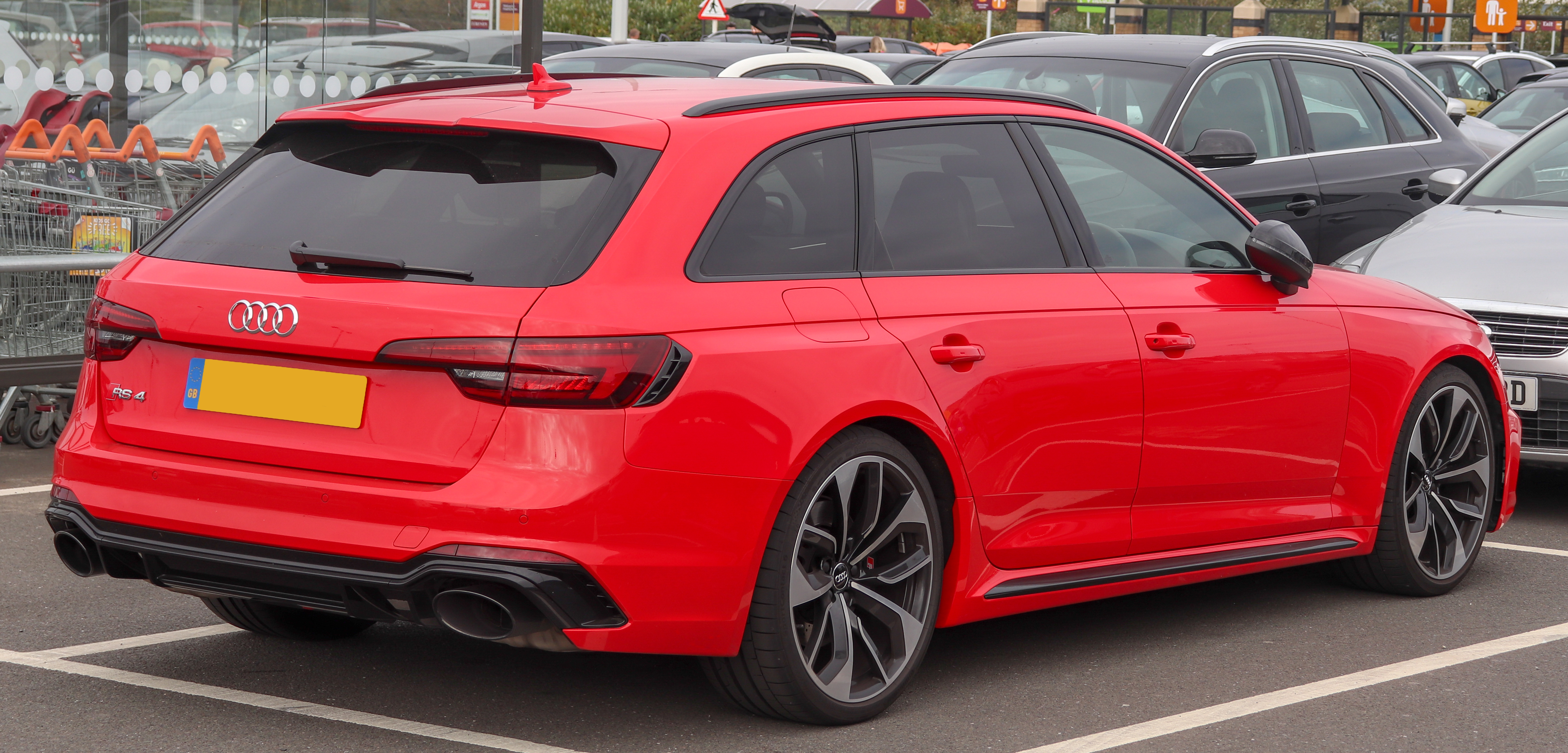
Audi RS4 Avant B9

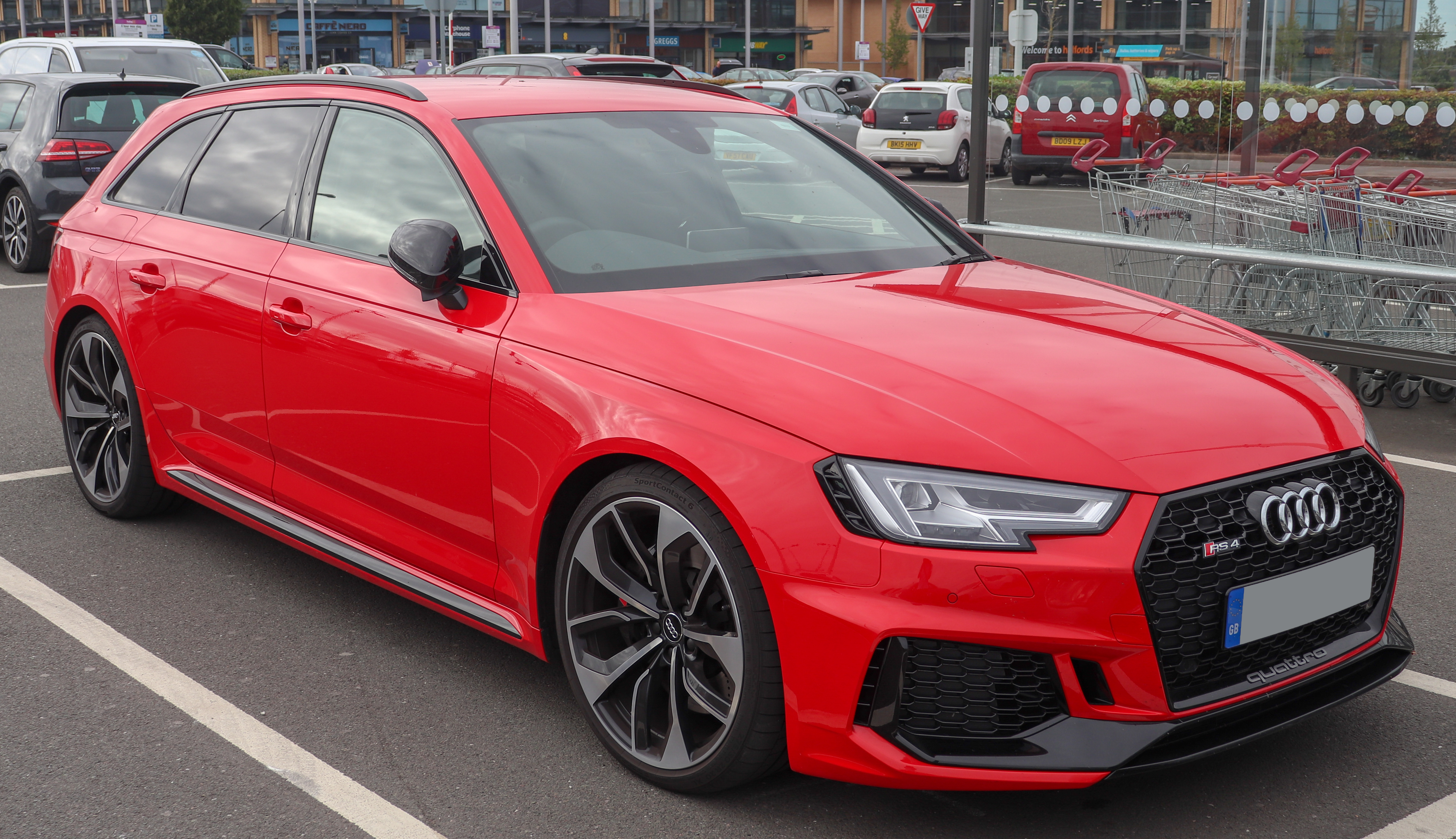
Audi RS4 Avant B9

Audi RS 4 (B9) був представлений на Франкфуртському автосалоні 2017 року в кузові Avant.

### Двигун
- 2.9 л VW EA839 V6 450 к.с. 600 Нм